# Vanmanenia
Genre
Vanmanenia est un genre de poissons téléostéens de la famille des Gastromyzontidae et de l'ordre des Cypriniformes. Vanmanenia est un genre de « loches » de la Chine continentale et de l'Asie du Sud-Est .

## Liste des espèces
Selon FishBase (16 juillet 2015):
- Vanmanenia caldwelli (Nichols, 1925)
- Vanmanenia caobangensis Nguyen, 2005
- Vanmanenia crassicauda Kottelat, 2000
- Vanmanenia gymnetrus Chen, 1980
- Vanmanenia hainanensis Chen & Zheng, 1980
- Vanmanenia homalocephala Zhang & Zhao, 2000
- Vanmanenia lineata (Fang, 1935)
- Vanmanenia microlepis Nguyen, 2005
- Vanmanenia monofasciodorsala Nguyen, 2005
- Vanmanenia multiloba (Mai, 1978) - (la validité et le placement de cette espèce dans ce genre est incertae sedis)
- Vanmanenia nahangensis Nguyen, 2005 - (la validité et le placement de cette espèce dans ce genre est incertae sedis)
- Vanmanenia pingchowensis (Fang, 1935)
- Vanmanenia serrilineata Kottelat, 2000
- Vanmanenia stenosoma (Boulenger, 1901)
- Vanmanenia striata Chen, 1980
- Vanmanenia tetraloba (Mai, 1978) - (la validité et le placement de cette espèce dans ce genre est incertae sedis)
- Vanmanenia trifasciodorsala Nguyen, 2005
- Vanmanenia ventrosquamata (Mai, 1978) - (la validité et le placement de cette espèce dans ce genre est incertae sedis)
- Vanmanenia xinyiensis Zheng & Chen, 1980

### Note
Les trois espèces suivantes sont de validité douteuse, reconnu par FishBase mais, M. Kottelat et le catalogue de l'Académie des Sciences de Californie envisages ses espèces comme probables synonymes juniors :
- Vanmanenia microlepis V. H. Nguyễn, 2005 (synonyme junior de Vanmanenia crassicauda)
- Vanmanenia monofasciodorsala V. H. Nguyễn, 2005 (synonyme junior de Vanmanenia serrilineata)
- Vanmanenia trifasciodorsalata V. H. Nguyễn, 2005 (synonyme junior de Vanmanenia serrilineata)